# Těšovice (Sokolovi járás)
Těšovice (németül: Teschwitz) község Csehországban, a Sokolovi járásban. Těšovice Staré Sedlo, Sokolov és Královské Poříčí településekkel határos. Lakosainak száma 257 fő (2024. január 1.).

## Népesség
A település lakosságának változását az alábbi diagram mutatja:
| Lakosok száma | 90   | 98   | 220  | 367  | 303  | 140  | 221  | 249  | 252  | 257  |
|               | 1869 | 1890 | 1921 | 1950 | 1980 | 2001 | 2017 | 2019 | 2022 | 2024 |